# Bosco Cupolicchio
Bosco Cupolicchio este o arie protejată (arie specială de conservare — SAC, sit de importanță comunitară — SCI, arie de protecție specială avifaunistică — SPA) din Italia întinsă pe o suprafață de 1.763 ha, integral pe uscat.

## Localizare
Centrul sitului Bosco Cupolicchio este situat la coordonatele 40°38′15″N 16°01′25″E / 40.6375°N 16.0236°E.

## Înființare
Situl Bosco Cupolicchio a fost declarat sit de importanță comunitară în septembrie 1995 pentru a proteja 1 specie de plante și 74 de specii de animale. Alte tipuri de protecție:
- arie de protecție specială avifaunistică (în noiembrie 1998)[3]
- arie specială de conservare (în septembrie 2013)[2][4][5]

## Biodiversitate
Situată în ecoregiunea mediteraneană, aria protejată conține 7 habitate naturale: Păduri panonice-balcanice de stejar turcesc - stejar sesil, Pajiști umede mediteraneene cu ierburi înalte de Molinio-Holoschoenion, Ape puternic oligomezotrofe cu vegetație bentonică cu Chara spp., Pajiști uscate seminaturale și facies de acoperire cu tufișuri pe substraturi calcaroase (Festuco-Brometalia) (* situri importante pentru orhidee), Cursuri de apă de la nivel de câmpie la nivel montan, cu vegetație Ranunculion fluitantis și Callitricho-Batrachion, Pajiști uscate din regiunea submediteraneeană estică (Scorzoneratalia villosae), Pseudostepă cu ierburi și specii anuale de Thero-Brachypodietea.
La baza desemnării sitului se află mai multe specii protejate:
- plante (1): Stipa austroitalica
- păsări (71): uliu păsărar (Accipiter nisus), pițigoi codat (Aegithalos caudatus), ciocârlie-de-câmp (Alauda arvensis), fâsă de luncă (Anthus pratensis), lăstunul mare (Apus apus), cucuvea (Athene noctua), șorecarul comun (Buteo buteo), caprimulg (Caprimulgus europaeus), sticlete (Carduelis carduelis), Certhia brachydactyla, Cettia cetti, florinte (Chloris chloris), barză neagră (Ciconia nigra), șerpar (Circaetus gallicus), erete vânăt (Circus cyaneus), botgros (Coccothraustes coccothraustes), porumbel (Columba livia), porumbel gulerat (Columba palumbus), corb (Corvus corax), cioară neagră (Corvus corone), Corvus monedula, cuc (Cuculus canorus), pițigoi albastru (Cyanistes caeruleus), lăstun de casă (Delichon urbicum), ciocănitoare pestriță mare (Dendrocopos major), Dryobates minor, presură sură (Emberiza calandra), presură de munte (Emberiza cia), presură bărboasă (Emberiza cirlus), măcăleandru (Erithacus rubecula), vânturel roșu (Falco tinnunculus), muscar-gulerat (Ficedula albicollis), cinteză (Fringilla coelebs), ciocârlan (Galerida cristata), becațină comună (Gallinago gallinago), gaiță (Garrulus glandarius), rândunică (Hirundo rustica), sfrâncioc roșiatic (Lanius collurio), Leiopicus medius, câneparul (Linaria cannabina), ciocârlie de pădure (Lullula arborea), privighetoare (Luscinia megarhynchos), prigoare (Merops apiaster), gaia neagră (Milvus migrans), gaia roșie (Milvus milvus), codobatură galbenă (Motacilla alba), codobatură de munte (Motacilla cinerea), grangur (Oriolus oriolus), ciuf-pitic (Otus scops), pițigoi mare (Parus major), vrabie (Passer domesticus), viespar (Pernis apivorus), codroșul de pădure (Phoenicurus phoenicurus), pitulice de munte (Phylloscopus collybita), coțofană (Pica pica), ciocănitoarea verde (Picus viridis), mărăcinar negru (Saxicola torquatus), cănăraș (Serinus serinus), țiclete (Sitta europaea), turturică (Streptopelia turtur), huhurez mic (Strix aluco), graur (Sturnus vulgaris), silvie cu cap negru (Sylvia atricapilla), silvie mediteraneană (Sylvia melanocephala), pănțărușul (Troglodytes troglodytes), sturzul viilor (Turdus iliacus), mierlă (Turdus merula), sturz-cântător (Turdus philomelos), sturzul de vâsc (Turdus viscivorus), strigă (Tyto alba), pupăză (Upupa epops)
- amfibieni (2): Salamandrina terdigitata, Triturus carnifex
- nevertebrate (1): croitorul mare al stejarului (Cerambyx cerdo)

Pe lângă speciile protejate, pe teritoriul sitului au mai fost identificate 48 de specii de plante, 4 specii de amfibieni, 7 specii de mamifere, 2 specii de nevertebrate, 4 specii de reptile.